# Santa Rosa (Galápagos)
Santa Rosa ist eine Ortschaft und eine Parroquia rural („ländliches Kirchspiel“) im Kanton Santa Cruz der ecuadorianischen Provinz Galápagos. Sie liegt auf der Insel Santa Cruz. Die Einwohnerzahl lag im Jahr 2009 bei 461.

## Lage
Die Parroquia Santa Rosa erstreckt sich über die Nordwesthälfte der Insel Santa Cruz sowie über die nördlich benachbarte Insel Baltra, wo sich der Flughafen Seymour befindet. Im Südosten grenzt die Parroquia an Bellavista. Der Hauptort Santa Rosa befindet sich im Inselinneren 14 km nordwestlich vom Kantonshauptort Puerto Ayora. Die Straße von Puerto Ayora zum Flughafen führt durch die Orte Bellavista und Santa Rosa.

## Orte und Siedlungen
Neben dem Hauptort Santa Rosa ist die Parroquia in die Recintos El Carmen und Salasaca sowie in „Isla de Baltra“ gegliedert. Markanteste Gebäude im Ort sind die Kirche Iglesia del Carmen sowie die Sporthalle im Ortsteil El Recinto.

## Geschichte
Die Parroquia wurde am 27. September 2001 gegründet (Registro Oficial N° 421).

## Wirtschaft
Viele Einwohner des Ortes sind in der Landwirtschaft tätig, da Santa Rosa in einem relativ regenreichen Gebiet mit einer im Vergleich zu anderen Teilen der Insel üppigen Vegetation liegt. Vor allem Bananen für den Verkauf in der Inselhauptstadt Puerto Ayora werden angebaut. In der Umgebung von Santa Rosa befinden sich einige Restaurants und Unterkunftsbetriebe, die ebenfalls Arbeitsplätze bieten.

## Umgebung
Wenige Kilometer nordöstlich von Santa Rosa befinden sich in einer höhe von 560 m. ü. d. M. die beiden 70 m tiefen Krater Los Gemelos, die nicht vulkanischen Ursprungs sind, sondern sich durch den Einsturz von unterirdischen Hohlräumen gebildet haben. Ihr Name bedeutet auf Deutsch „die Zwillinge“. Am Rand der Krater dehnt sich ein kleines Waldgebiet aus, in dem Scalesia wachsen, eine endemische Baumart, die nur auf der Insel Santa Cruz und nur an dieser Stelle vorkommt.
Südwestlich von Santa Rosa sind in dem Naturreservat El Chato, das wegen der Lavaröhre Cueva Prémicias bekannt ist, Riesenschildkröten an und in einem kleinen, schlammigen See zu sehen. In dem in Privatbesitz befindlichen, 12 ha großen Naturreservat El Chato Dos nordwestlich von Santa Rosa befindet sich der El Chato Túnel, auch Salasaca Túnel oder Túnel de los Piratas genannt, eines der ausgedehntesten Lavaröhrensysteme der Welt. Die Lavatunnel und -höhlen des Gebietes werden seit 1982 erforscht.

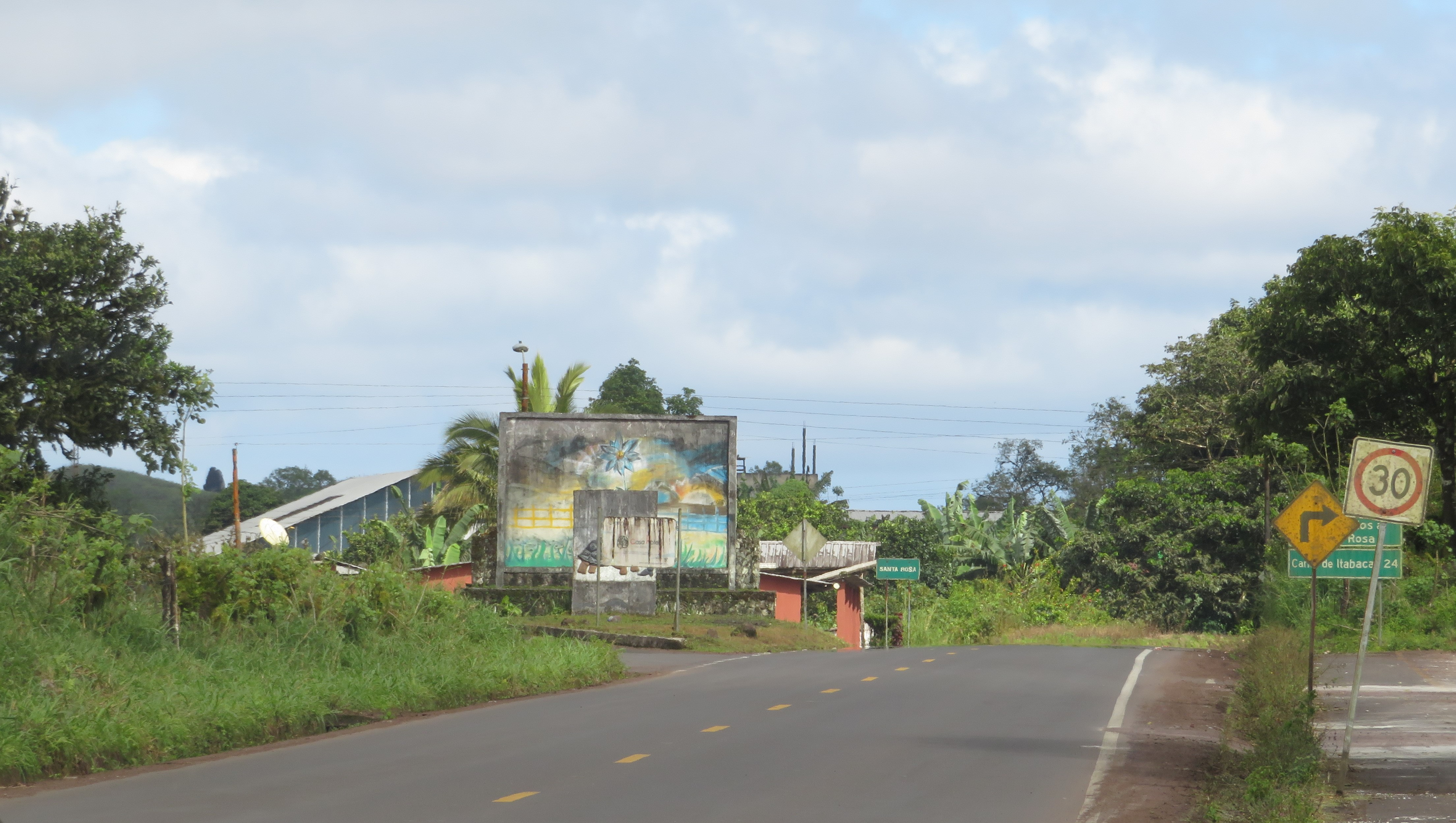
Hauptstraße
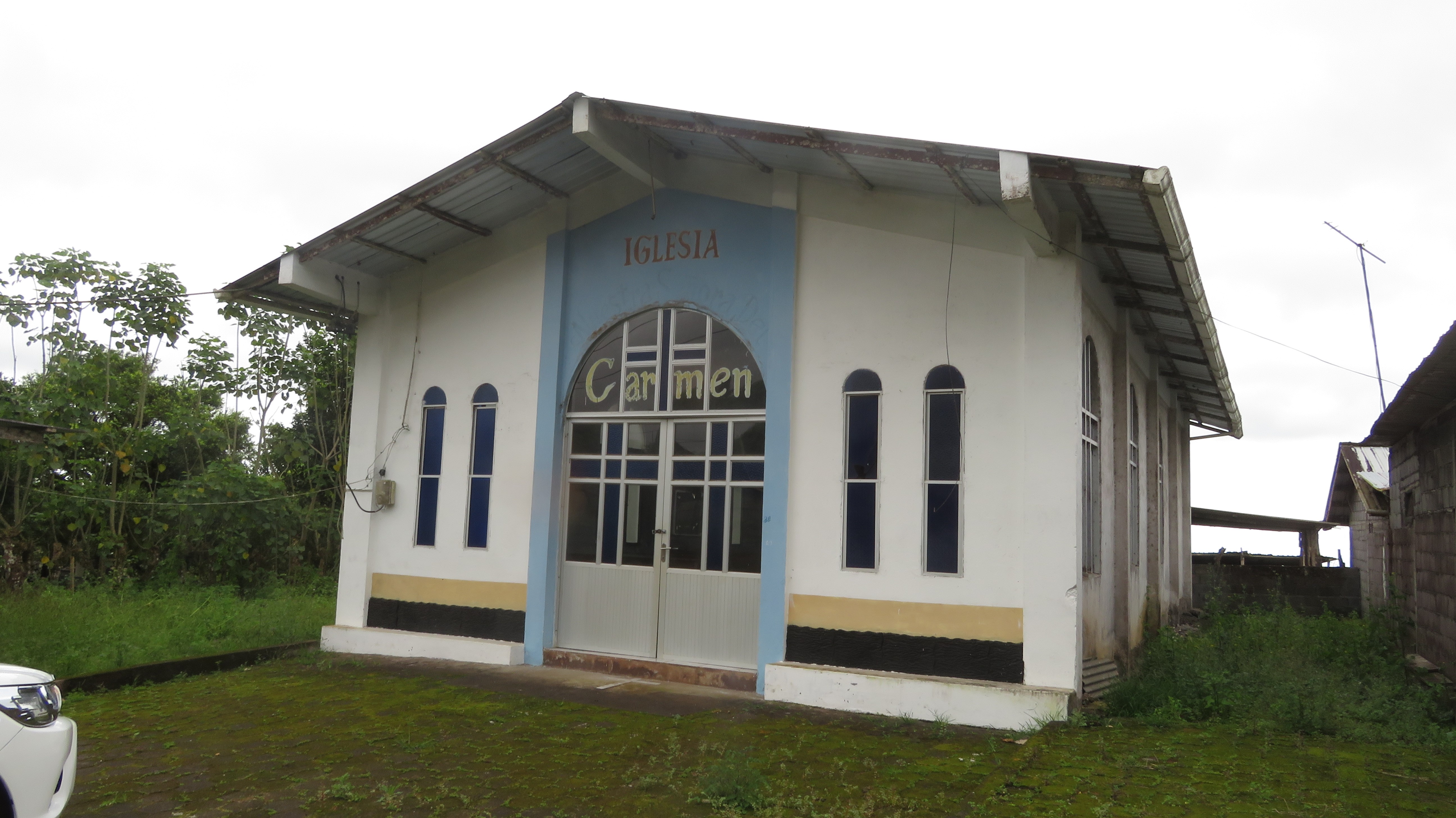
Kirche Iglesia del Carmen
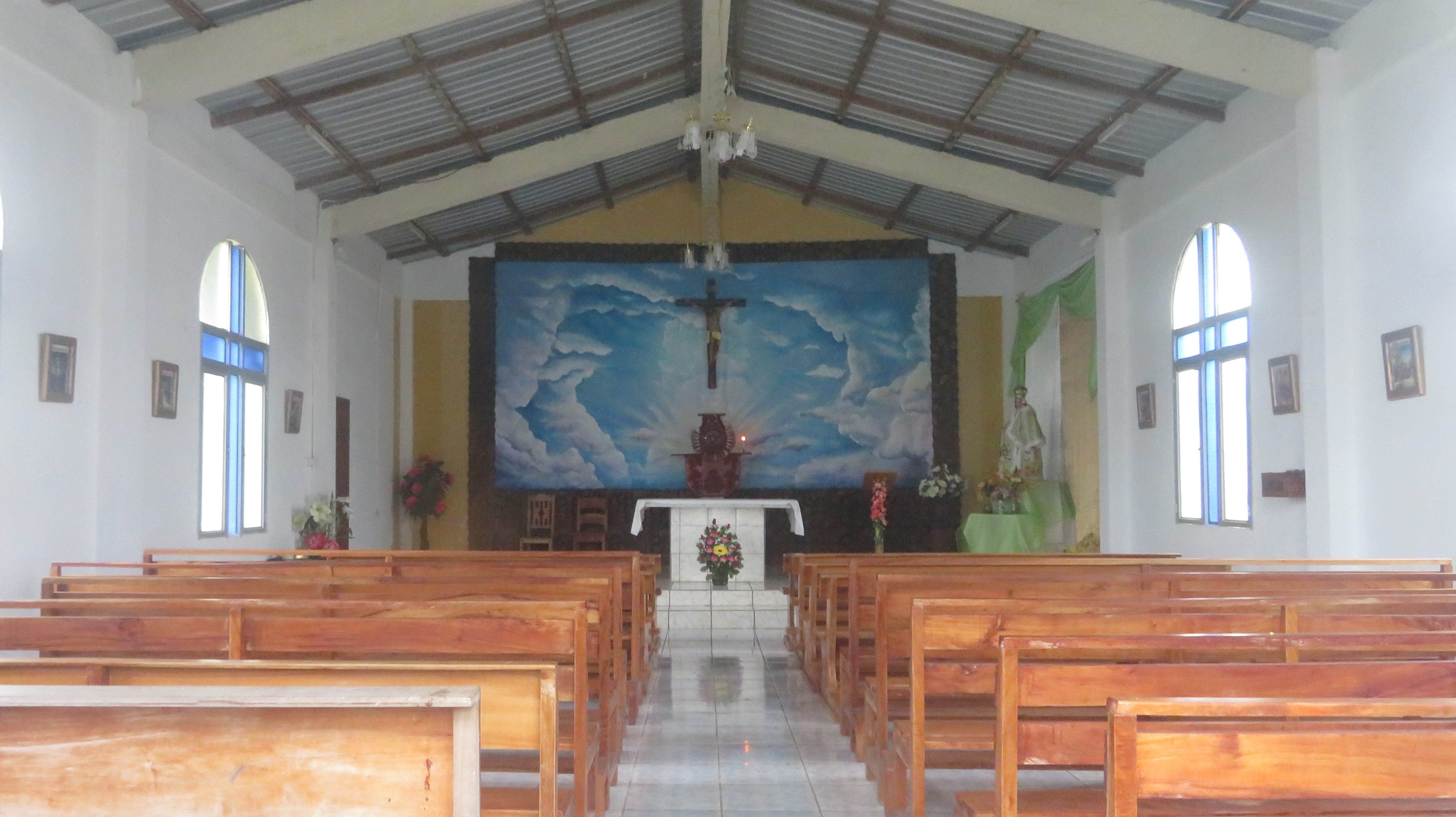
Kirche Iglesia del Carmen
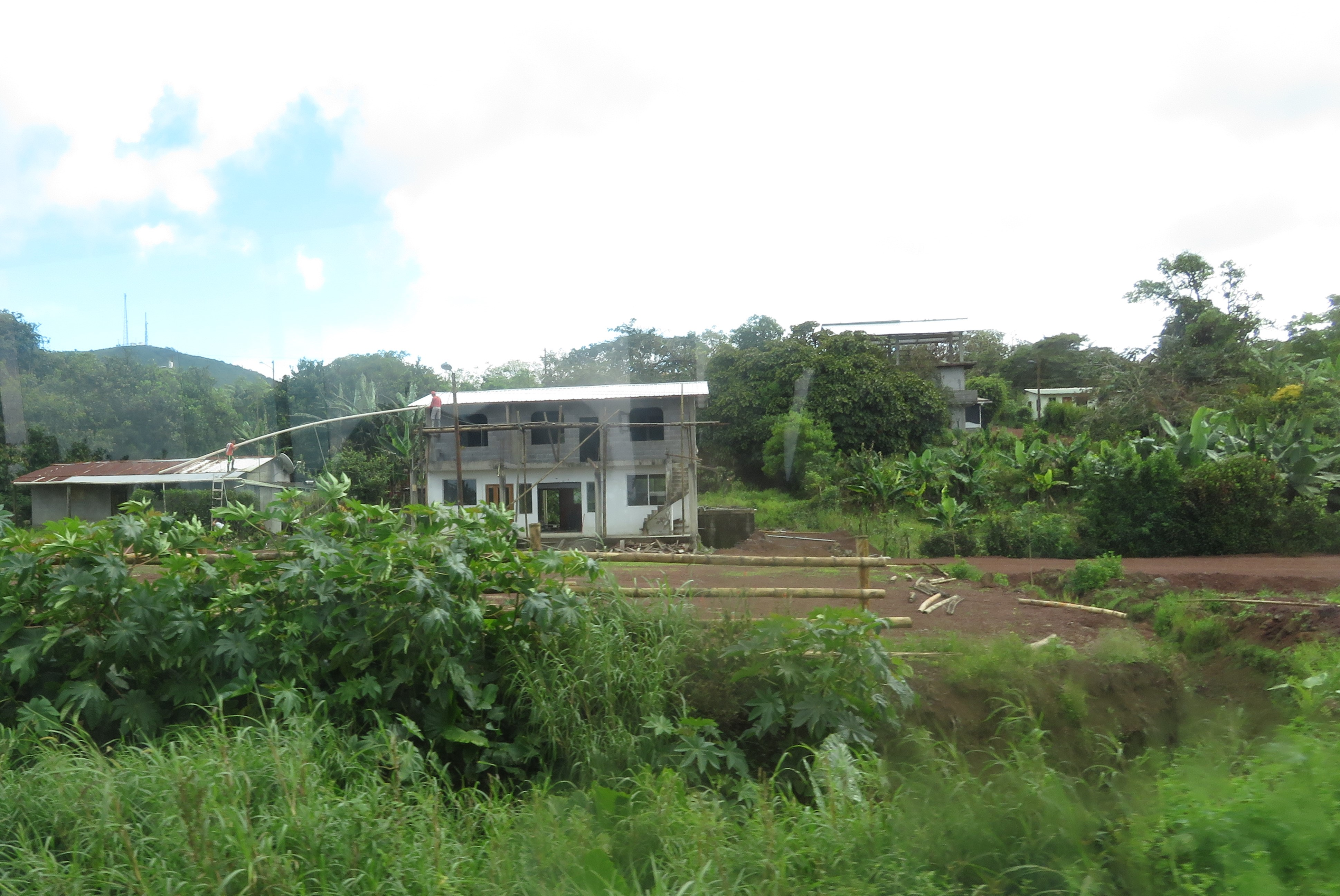
Landwirtschaft in Santa Rosa
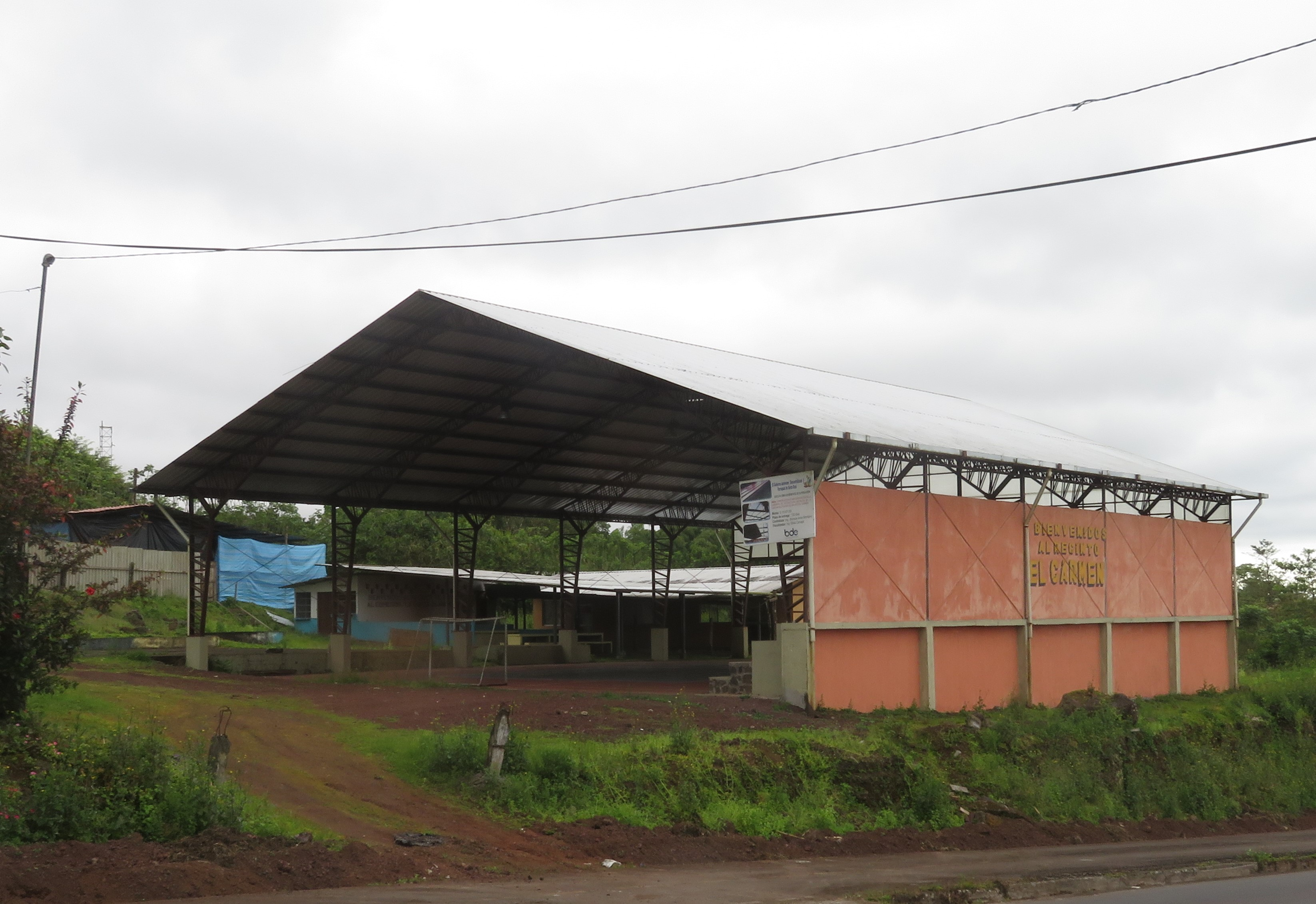
Sporthalle
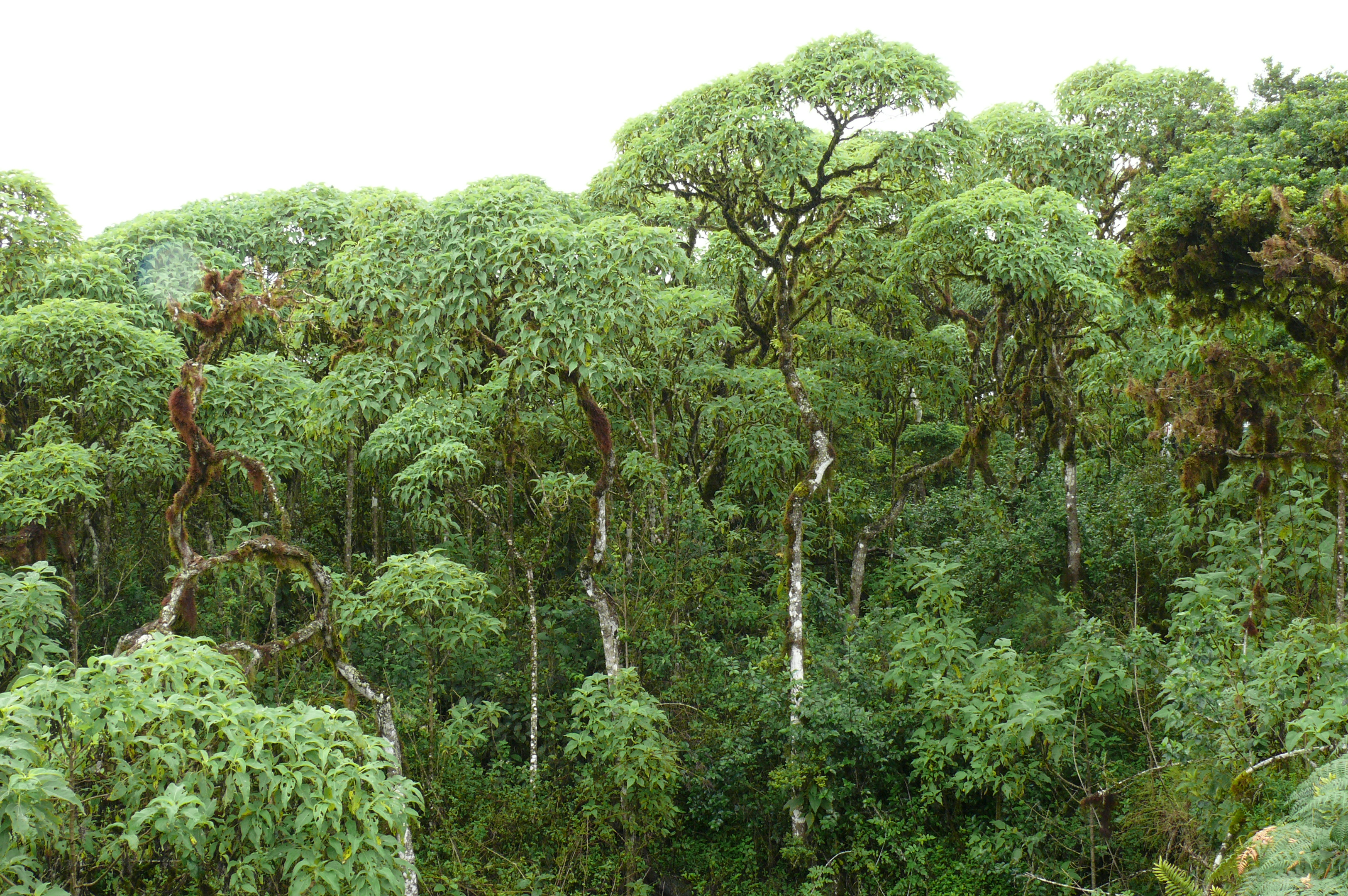
Scalesia-Bäume
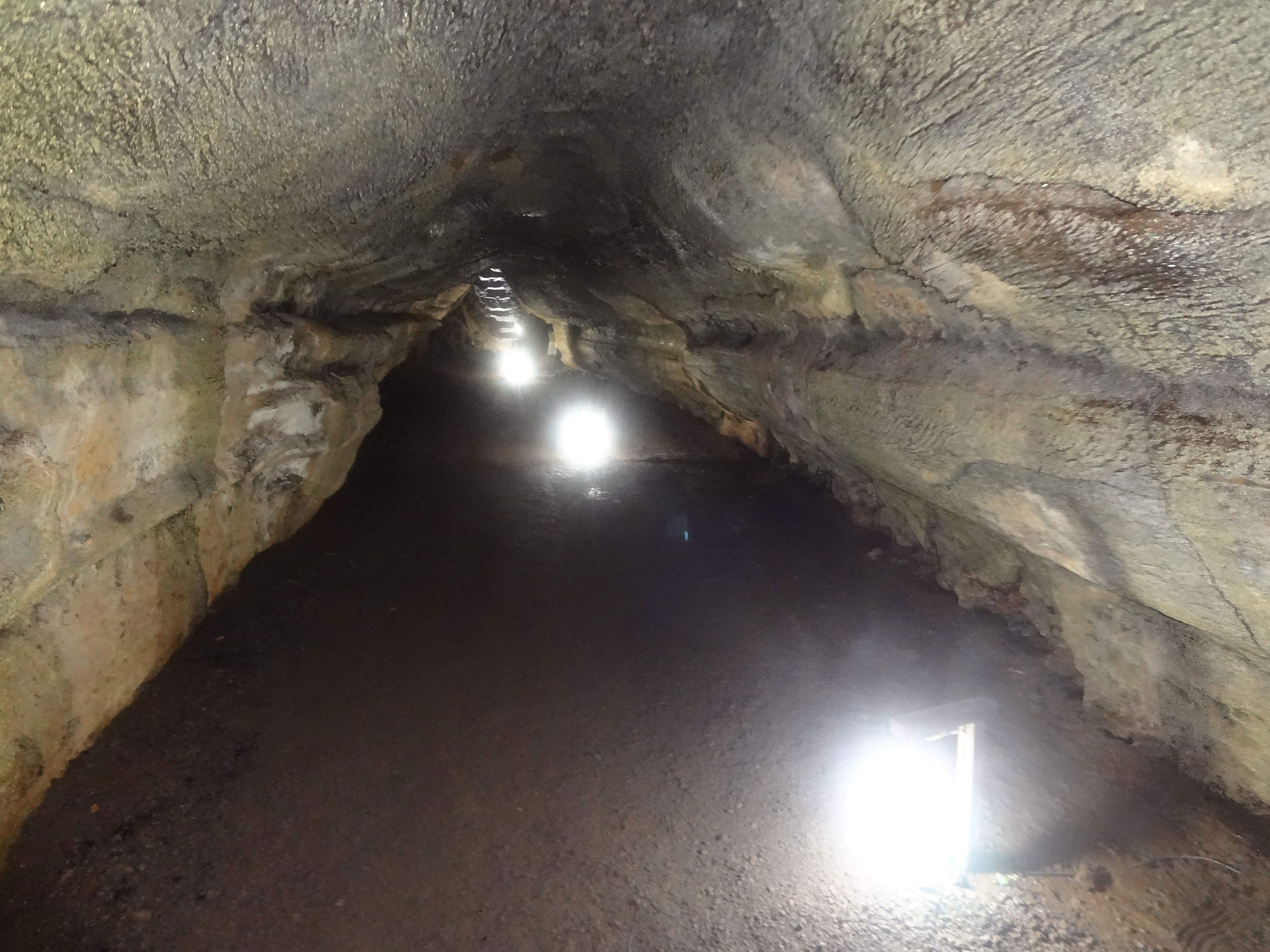
Lavatunnel im Reservat El Chato